# Lengenfeld (concentratiekamp)
Lengenfeld  was een concentratiekamp in het oosten van Duitsland bij de plaats Lengenfeld.
Aan het einde van de Tweede Wereldoorlog richtten de Duitsers bij Lengenfeld een kamp op, dat onder toezicht van het grote concentratiekamp Flossenbürg stond. In het kamp bevonden zich achthonderd gevangenen uit elf landen, die gedwongen arbeid in de Junkers-Werke moesten verrichten. Het werd van 11 oktober 1944 tot 14 april 1945 gebruikt.
Alfabetisch op naam.  Indien een kamp meerdere rollen had, staat het in de "hoogste" groep.
Zie ook: Lijst van naziconcentratiekampen · Jappenkampen in Nederlands-Indië · Lijst van jappenkampen